# Птицы и гнёзда (1964)
«Птицы и гнёзда» (бел. Птушкі і гнёзды) — роман Янки Брыля, впервые опубликованный в 1964 году. Считается классическим произведением белорусской литературы и одной из лучших антивоенных книг XX века литературы Беларуси.
Книга издаётся с 1960-х годов и была переведена на несколько языков: чешский, украинский, латышский и немецкий.

## Сюжет
Главный герой романа, Алесь Руневич (бел. Алесь Руневіч), родом из западнобелорусской деревни Пасынки (бел. Пасынкі). Фактическим двойником героя является сам автор. По словам Янки Брыля, это не автобиография, а «биография одной души». Алесь — персонаж, репрезентативный для поколения белорусов военного периода.
Главный персонаж, как и Янка Брыль, служил в польской армии, а после нападения нацистской Германии попал в плен. Со стороны немцев Руневич ощущает сильное презрение к его белорусской национальности, что персонаж воспринимает болезненно. В его душе крепнет убеждение, что настрадавшемуся белорусскому народу «наравне со всеми дано право жить настоящей жизнью». Как птица хочет вернуться в родное гнездо, так главный герой хочет вырваться из плена на родину.

## Главные темы
Роман затрагивает такие темы, как родина, влияние войны на человека, а также место белорусов в мире. В книге также описываются взаимоотношения между белорусами, поляками и немцами во время военного периода. Так, Янка Брыль считал, что белорусы были несвободны и будучи под польской властью, и будучи в немецком плену — хотя нацистский захват был хуже польских притеснений. В книге просматривается идея о том, что любая несвобода — зло.
Янка Брыль передавал мысль, что каждый человек может быть «своим» человеком вне зависимости от происхождения. Несмотря на межнациональные конфликты, произведение предлагает видеть в каждом человеке личность, а не принадлежность к нации, участвующей в конфликте. Например, к захваченному поляку персонаж Змитрук Солодуха (бел. Змітрук Саладуха) испытывает сочувствие и дарит ему головной убор, говоря: «Потому что и парень ты хороший, и горе у нас с тобой одно» (бел. Бо і хлопец ты добры, і гора ў нас з табой адно). Писатель посредством «Птиц и гнёзд» старался передать читателям веру в человечность.